# Desa Candikuning
Desa Candikuning är en administrativ by i Indonesien.   Den ligger i provinsen Provinsi Bali, i den sydvästra delen av landet, 900 km öster om huvudstaden Jakarta. Desa Candikuning ligger på ön Bali. Den ligger vid sjön Danau Beratan.